# Liste der Kulturdenkmale in Mosel (Zwickau)
Die Liste der Kulturdenkmale in Mosel (Zwickau) enthält die in der amtlichen Denkmalliste des Landesamtes für Denkmalpflege Sachsen ausgewiesenen Kulturdenkmale im Zwickauer Ortsteil Mosel.

## Legende
- Bild: Bild des Kulturdenkmals, ggf. zusätzlich mit einem Link zu weiteren Fotos des Kulturdenkmals im Medienarchiv Wikimedia Commons. Wenn man auf das Kamerasymbol klickt, können Fotos zu Kulturdenkmalen aus dieser Liste hochgeladen werden:
- Bezeichnung: Denkmalgeschützte Objekte und ggf. Bauwerksname des Kulturdenkmals
- Lage: Straßenname und Hausnummer oder Flurstücknummer des Kulturdenkmals. Die Grundsortierung der Liste erfolgt nach dieser Adresse. Der Link (Karte) führt zu verschiedenen Kartendiensten mit der Position des Kulturdenkmals. Fehlt dieser Link, wurden die Koordinaten noch nicht eingetragen. Sind diese bekannt, können sie über ein Tool mit einer Kartenansicht einfach nachgetragen werden. In dieser Kartenansicht sind Kulturdenkmale ohne Koordinaten mit einem roten bzw. orangen Marker dargestellt und können durch Verschieben auf die richtige Position in der Karte mit Koordinaten versehen werden. Kulturdenkmale ohne Bild sind an einem blauen bzw. roten Marker erkennbar.
- Datierung: Baubeginn, Fertigstellung, Datum der Erstnennung oder grobe zeitliche Einordnung entsprechend des Eintrags in der sächsischen Denkmaldatenbank
- Beschreibung: Kurzcharakteristik des Kulturdenkmals entsprechend des Eintrags in der sächsischen Denkmaldatenbank, ggf. ergänzt durch die dort nur selten veröffentlichten Erfassungstexte oder zusätzliche Informationen
- ID: Vom Landesamt für Denkmalpflege Sachsen vergebene, das Kulturdenkmal eindeutig identifizierende Objekt-Nummer. Der Link führt zum PDF-Denkmaldokument des Landesamtes für Denkmalpflege Sachsen. Bei ehemaligen Kulturdenkmalen können die Objektnummern unbekannt sein und deshalb fehlen bzw. die Links von aus der Datenbank entfernten Objektnummern ins Leere führen. Ein ggf. vorhandenes Icon  führt zu den Angaben des Kulturdenkmals bei Wikidata.

## Mosel
| Bild                                    | Bezeichnung | Lage                             | Datierung                                         | Beschreibung | ID       |
| --------------------------------------- | --- | -------------------------------- | ------------------------------------------------- | --- | -------- |
| Direkt Bild zu diesem Denkmal hochladen | Ehemaliger Gasthof mit Anbauten | Alter Straßenberg 3 (Karte)      | 2. Hälfte 18. Jh                                  | regionalhistorisch und städtebaulich bedeutsames Bauensemble in ausgezeichnetem Originalzustand. Regelmäßiges Fachwerk im Obergeschoss, engstielig, holzreich und strebenreich, Fensteranordnung beibehalten, Erdgeschoss massiv, Fenster- und Türgewände nicht erhalten, über Haustür waagerechtes Gebälk auf Konsolsteinen, zweiflügelige Haustür mit Oberlicht, Krüppelwalmdach mit halbem Schopf mit Biberschwanzdeckung, Seitengebäude: winklig, zwei Flügel, regelmäßige Fachwerkkonstruktion, kleine schmale Klappläden, um 1800, Handstrichbiber auf Satteldach, an Gasthof traufseitiger Anbau mit Schleppdach und Fachwerk, sehr guter Originalzustand, Denkmalwert: bedeutsam für Ortsbild durch Lage im Ortszentrum, Blickbeziehung zu Kirche, künstlerische Bedeutung als schöpferische Anwendung historisch überbrachter Bautraditionen und ausgewogenen Proportionen und Gestaltung Fachwerk, weiterhin als alter Gasthof von regionalhistorischer Bedeutung. | 09246613 |
|                                         | Einzeldenkmale der Sachgesamtheit Rittergut: Herrenhaus und Gutsscheune sowie zwei barocke Putten | Alter Teichweg 3 (Karte)         | 1744 Dendro                                       | spätbarocke Wohn- und Wirtschaftsgebäude eines Rittergutes von baugeschichtlicher und ortsgeschichtlicher Bedeutung (siehe auch Sachgesamtheit gleiche Anschrift – obj 09301905). Herrenhaus: zweigeschossiger Putzbau, elf Achsen, Mittelrisalit mit Dreieckgiebel, dort auch Hauseingang, Stichbogenportal mit Schlussstein (wahrscheinlich teilweise zugeputzt), zweiflüglige schöne Haustür mit Oberlicht, der Kämpfer mit Zahnschnitt, Fassade vereinfacht durch Erneuerung Putz und Verkleinerung Fenster, Sockelverkleidung verändert, Kubatur Gebäude erhalten, Mansardwalmdach, an der Hoffront vermutlich Dach gehoben, so dass auf dieser Seite nur ein Walmdach entstand und das Gebäude zweigeschossig ist, auf der Feldseite 1-geschossig, der Mittelrisalit beiderseits zweigeschossig, über hofseitigem Mittelrisalit polygonaler Turm mit Laterne und Welscher Haube, Feldseite mit Schleppgauben, Risalit mit Satteldach, Herrenhaus im Inneren verändert, jedoch Raumstrukturen, Keller, Gewölbe und Stuckdecken großteils erhalten. Scheune: eingeschossig, ursprünglich Fachwerkbau, heute massiv, verputztes Ziegelmauerwerk, große Holztore, Krüppelwalmdach mit zweireihig angeordneten Fledermausluken, im Inneren hölzerne Tragkonstruktion aus der Entstehungszeit erhalten. Rittergut: amtsässiges Rittergut mit Dorfanteil, in der Muldenaue gelegen, ursprünglich mit Mühle, Niedermosel ist eigentlich das Hauptgut, von dem die übrigen drei Rittergüter zu Mosel in den ältesten Zeiten abgetrennt worden sind. (Quelle: Vollständiges Staats-, Post- und Zeitungs-Lexikon von Sachsen, A. Schumann, 1820). | 09246626 |
|                                         | Sachgesamtheit Rittergut mit den Einzeldenkmalen Herrenhaus, Scheune und zwei barocken Putten (siehe auch Einzeldenkmale gleiche Anschrift – Obj. 09246626)                                                      | Alter Teichweg 3 (Karte)         | 18. Jh., später überformt                         | regionalhistorisch bedeutsame Gutsanlage mit gutem originalen Baubestand. Herrenhaus: zweigeschossiger Putzbau, elf Achsen, Mittelrisalit mit Dreieckgiebel, dort auch Hauseingang, Stichbogenportal mit Schlussstein (wahrscheinlich teilweise zugeputzt), zweiflüglige schöne Haustür mit Oberlicht, der Kämpfer mit Zahnschnitt, Schlussstein über Haustür, Fassade vereinfacht durch Erneuerung Putz, Sockelverkleidung verändert, Kubatur Gebäude erhalten, Mansardwalmdach, an der Hoffront vermutlich Dach gehoben, so dass auf dieser Seite nur ein Walmdach entstand und das Gebäude zweigeschossig ist, auf der Feldseite eingeschossig, der Mittelrisalit beiderseits zweigeschossig, über hofseitigem Mittelrisalit polygonaler Dachreiter mit Laterne und Welscher Haube, Feldseite mit Schleppgaube, Herrenhaus im Inneren verändert Scheune: eingeschossig, massiv, wahrscheinlich verputztes Ziegelmauerwerk, eventuell teilweise auch Fachwerk, große Holztore, Krüppelwalmdach mit zweireihig angeordneten Fledermausluken | 09301905 |
| Direkt Bild zu diesem Denkmal hochladen | Häuslerhaus | Bachweg 31 (Karte)               | Ende 18. Jh.                                      | landschafts- und zeittypisches Fachwerkhaus von städtebaulicher Bedeutung. Sichtbeziehung zur Kirche, Lage im Ortszentrum, Fachwerk-Obergeschoss, regelmäßiges und unverändertes Fachwerk, strebenreich, Fenstergrößen und Fensteranordnung beibehalten,1 Giebel und Erdgeschoss massiv, Erdgeschoss verändert, Mitteleingang erhalten, flaches Satteldach, heimatgeschichtlicher Wert als typisches Häuslerhaus, städtebauliche Bedeutung aufgrund Lage. | 09246624 |
| Direkt Bild zu diesem Denkmal hochladen | Häuslerhaus | Bachweg 38 (Karte)               | 2. Hälfte 18. Jh.                                 | landschaftstypisches Fachwerkwohnhaus von städtebaulicher Bedeutung. Regelmäßiges Fachwerk im Obergeschoss, flaches Satteldach, Erdgeschoss massiv, Garageneinbau, Fachwerk komplett erhalten, regelmäßig und strebenreich mit breitem Schwellenkranz, Dach eventuell jünger als Haus, guter Originalzustand, wichtig für Ortsbild, ein Giebel verbrettert mit Wetterschrägen, im Erdgeschoss teilweise Fenster zugesetzt. | 09246614 |
| Direkt Bild zu diesem Denkmal hochladen | Häuslerhaus | Bachweg 42 (Karte)               | 1. Hälfte 19. Jh.                                 | zeittypisches Fachwerkhaus von städtebaulicher Bedeutung. Fachwerk-Obergeschoss, ein Giebel verschiefert, engstieliges regelmäßiges und holzreiches Fachwerk, Eckstreben, Satteldach mit Biberschwanzdeckung, Erdgeschoss massiv, falsche Fenstereinrahmungen und Türeinfassung, Fenster erneuert, Teil eines Häuslerhausensembles in Bachaue, daher vorwiegend städtebaulicher Wert. | 09246606 |
| Direkt Bild zu diesem Denkmal hochladen | Häuslerhaus | Bachweg 43 (Karte)               | 1. Hälfte 19. Jh.                                 | schlichtes Fachwerkhaus von städtebaulicher Bedeutung. Relativ guter Originalzustand, wichtig für Ortsbild, Erdgeschoss massiv, Eingang verändert, ursprüngliche Erdgeschossgestaltung nicht erhalten, schlichtes Fachwerk, Eckstreben, Satteldach, wichtig durch typische Häuslerhauslage, Teil eines Häuslerhausensembles in Bachaue. | 09246605 |
| Direkt Bild zu diesem Denkmal hochladen | Wohnstallhaus, Seitengebäude und Scheune eines Dreiseithofes | Bachweg 45 (Karte)               | Mitte 17. Jh. (Wohnstallhaus)                     | | 09246604 |
| Direkt Bild zu diesem Denkmal hochladen | Wohnstallhaus, Schuppen, Seitengebäude und Torbogen eines Vierseithofes | Bachweg 46 (Karte)               | nach 1800                                         | geschlossen erhaltener mitteldeutscher Bauernhof vor ortsbildprägender und heimatgeschichtlicher Bedeutung. Seitengebäude: Stall, Heuboden, Auszug, Kehlbalkendach, vorkragendes Satteldach, regelmäßiges Fachwerk im Obergeschoss mit Eckstreben, Erdgeschoss massiv, Ziegelmauerwerk, vermutlich unterfahren, breiter Schwellenkranz, Auszug teilweise noch Schiebefenster erhalten, ursprünglich ultramarinblau gestrichen, Balkendecke weiß gekalkt, Schuppen: großes Holzschiebetor, Ziegelmauerwerk, Fachwerk-Obergeschoss, leicht geschädigt, Satteldach, großer Torbogen: Ziegelmauerwerk verputzt, Schlussstein bezeichnet „MM 1965“, Wohnstallhaus: Fachwerk-Obergeschoss, Erdgeschoss massiv, eventuell unterfahren, zu große Fenster, Schuppen: engstieliges Fachwerk und strebenreich (um 1800) | 09246603 |
| Direkt Bild zu diesem Denkmal hochladen | Seitengebäude eines Dreiseithofes | Bachweg 56 (Karte)               | nach 1800                                         | zeittypisches bäuerliches Wirtschaftsgebäude von heimatgeschichtlicher und ortsbildprägender Bedeutung. Wahrscheinlich Gärtnerwirtschaft, Fachwerk-Obergeschoss, regelmäßiges Fachwerk, Eckstreben, teilweise kleine originale Fenster, zweiflügelig bzw. Schiebe- und Drehflügel, vorkragendes Satteldach hofseitig, Aufzug am Giebeldreieck, Erdgeschoss massiv, Giebel verschiefert, ortsbildprägend, guter Originalzustand. | 09246598 |
| Direkt Bild zu diesem Denkmal hochladen | Wohnstallhaus und Seitengebäude eines Dreiseithofes | Bachweg 59 (Karte)               | um 1800                                           | markante Bauten eines mitteldeutscher Bauernhofs von ortsbildprägender und heimatgeschichtlicher Bedeutung. Wohnstallhaus: Zweigeschossig, Obergeschoss Fachwerk, engstielig, holzreich, zahlreiche Streben, schöner Giebel, Schiebefenster im Dachgeschoss, Satteldach, an Hofseite vorkragend, Erdgeschoss massiv, vermutlich unterfahren, leicht verändert, Fenster teilweise zu groß, nicht original, Seitenanbau nach 1800, durch jüngeren Anbau am Wohnhaus miteinander verbunden, Anbau hat Hocheinfahrt 2. H. 19. Jh., Fachwerk, Seitengebäude: Fachwerk-Obergeschoss, Erdgeschoss massiv mit großen Holztoren, leicht verändert, Satteldach, Scheune: eingeschossig, Fachwerk, Satteldach, sehr guter Originalzustand, weithin sichtbar durch dominante Lage auf Hang, geschlossen erhalten, Denkmalwert: landschaftsgestaltende und ortsbildprägende Bedeutung, heimatgeschichtlicher Wert. Die zum Hof gehörende Scheune wurde um 2005 ohne Genehmigung abgebrochen. | 09246597 |
| Direkt Bild zu diesem Denkmal hochladen | Zwei Scheunen eines ehemaligen Vierseithofes | Bachweg 68 (Karte)               | vor 1800                                          | original erhaltene Wirtschaftsgebäude eines Bauernhofes mit großer Bedeutung für das Ortsbild. Hof nicht besichtigt, vermutlich beides Scheunen, durch ihre Lage mit vorgelagertem kleinen Teich wichtig für Ortsbild, das äußere Erscheinungsbild beider deutet auf einen guten Originalzustand, beide längsrechteckige Grundrisse, 1. Scheune: parallel zur Straße, eingeschossig mit Drempel, vermutlich 19. Jh., Satteldach, regelmäßiges einfaches Fachwerk, 2. Scheune: vor 1800, regelmäßiges Fachwerk mit Streben, steiles Satteldach, Giebeldreieck verschiefert | 09246526 |
| Weitere Bilder                          | Kirche (mit Ausstattung) sowie Denkmal für die Gefallenen des Ersten Weltkrieges auf dem Kirchhof, Reste der alten Kirchhofsmauer und Kirchhof                                                                   | Dänkritzer Straße (Karte)        | 1829                                              | Denkmale von baugeschichtlicher, ortsbildprägender und ortsgeschichtlicher Bedeutung, Gotteshaus als Zeugnis der Kirchenbaukunst des Klassizismus zudem künstlerisch wertvoll. Saalkirche, flach gedeckt, einschiffig mit zweigeschossiger Emporenanlage, gestützt durch Säulen, Holzfelderdecke, Orgelempore eingeschossig im Westen, halbrund vorschwingend, barocker Orgelprospekt, Emporenbrüstungen verziert durch schlichte ornamentale Bemalung, auch im Osten eingeschossige Empore mit Kanzelaltar, am Kanzelfuß Akanthusblattdarstellungen, Altartisch Marmor, darüber schlichtes Ölbild, Taufstein schlicht mit bronzenem Deckel mit Kreuz, Bleiglasfenster um 1900 der Zittauer Werkstatt Richard Stein u. a. Darstellung von Petrus und Paulus, hinter Altar Bleiglasfenster mit ornamentalen Mustern, Sakristei, Eingänge in Kirche an Nord-, Süd- und Westseite, Westportal mit Vorbau, kreuzgratgewölbt, Putzbau, ursprünglich porphyrfarben gestrichene Portale, Rundbogenfenster am Langhaus, Schieferdeckung, Walmdach, der Westseite quadratischer Turm vorgelagert mit Glockengeschoss mit Porphyrsäulen, abgeschlossen durch Welsche Haube, Chor halbrund abschließend, im Südosten des Chores Sakristeianbau mit Walmdach, Kriegerdenkmal: natursteinverkleidet mit Schrift, Kreuz, Bronzeschrifttafel, Halterung für Kränze und Helmdarstellung, kubische Gestaltung auf Sockel, sich stufenförmig verjüngend, ein rundbogiges Tor bildend, darin eingeschlossen Steinsarkophag mit Kranz und Helm, Grabstein an Friedhofsmauer gelehnt, stärker geschädigt                                                          | 09246608 |
| Direkt Bild zu diesem Denkmal hochladen | Häuslerhaus | Dänkritzer Straße 25 (Karte)     | um 1800                                           | zeit- und landschaftstypisches Fachwerkwohnhaus in gutem Originalzustand von ortsbildprägender Bedeutung. Fachwerk-Obergeschoss, regelmäßig mit Eckstreben, Erdgeschoss massiv, Giebel verschiefert, Krüppelwalmdach, Fensterläden, traufseitiger massiver, 1-geschossiger Anbau mit Pultdach, Nähe zur Kirche und zum Rittergut, daher städtebaulich bedeutsam, Denkmalwert: heimatgeschichtlicher und städtebaulicher Wert, Fachwerk bemalt, Malerei wohl aus den 1920er Jahren. | 09246623 |
|                                         | Pfarrhaus und Seitengebäude des Pfarrhofes | Dänkritzer Straße 26 (Karte)     | 1. Hälfte 18. Jh. (Pfarrhaus, lt. Kirchengalerie) | heimatgeschichtlich bedeutsame Fachwerkhäuser von hoher städtebaulicher Bedeutung. Pfarrhaus: Fachwerk-Obergeschoss verschiefert, Krüppelwalmdach mit halbem Schopf, Erdgeschoss massiv, Fenstergewände erhalten, Stichbogenportale an beiden Traufseiten mit Schlusssteinen, Fenster- und Türlaibung mit Korbbogenabschluss, Seitengebäude: kräftiger Schwellenkranz des Obergeschosses, strebenreiches und holzreiches Fachwerk-Obergeschoss, Erdgeschoss massiv, dort Remise und Ställe, heute auch Garage, Satteldach, 2. Hälfte 18. Jh., Pfarrhaus mit giebelseitigem Anbau, massiv, zweigeschossig, sehr guter Originalzustand beider Gebäude, wichtig für Ortsbild durch Lage unmittelbar neben Kirche, auch künstlerischer Wert aufgrund guter Proportionen und Gestaltung beider Gebäude, Fenster und Türen nicht erhalten, im Inneren Türen 19. Jh., ein Giebel Wohnhaus massiv. | 09246607 |
|                                         | Sachgesamtheit ehemaliges Rittergut mit den Einzeldenkmalen: Herrenhaus und Torhaus | Dänkritzer Straße 30 (Karte)     | um 1800                                           | regionalhistorisch bedeutsames Gebäudeensemble neben der Dorfkirche von großer ortsgeschichtlicher und baugeschichtlicher sowie ortsbildprägender Bedeutung (siehe auch Einzeldenkmale gleiche Anschrift – Objekte 09301900 und 09247340). Sachgesamtheit: Wirtschaftsgebäude umgebaut, aber alter Standort und teilweise noch alte Kubatur, diese Gebäude gehören zur Sachgesamtheit, bis ins 17. Jh. im Besitz des Herrn von der Mosel, danach von 1787 bis 19. Jh. Besitz derer von Bünau, dann im 19. Jh. Richter und Petermann, 1910–1944 Familie Schedlich. Gutshaus Dänkritzer Str. 30: Zweigeschossiger Spätbarockbau, fünf Achsen, Putzbau, Mitteleingang mit Stichbogenportal und Schlussstein, zweiachsiges Zwerchhaus, vereinfacht, Mansardwalmdach, schöne, zweireihig angeordnete Gauben mit Satteldächern (jeweils drei zu beiden Seiten des Zwerchhauses), Proportionen Gebäude und Anordnung Fenster erhalten, Fenstergewände vermutlich überputzt oder entfernt, Fenster erneuert als Kreuzstockfenster, Fensterläden erneuert, Haustür neu, nicht vorbildgerecht. Torhaus, Kirchweg 3: Winkelbau, Erdgeschoss massiv mit Wagenremisen, diese mit Korbbögen abschließend, Fachwerk-Obergeschoss, Gliederung original erhalten, Fenster erneuert, Restaurierung unter Wahrung des ursprünglichen Erscheinungsbildes. Denkmalwert: städtebaulicher Wert auf Grund Kirchennähe, heimatgeschichtlicher Wert als Teil Rittergut, | 09246611 |
|                                         | Einzeldenkmal der Sachgesamtheit ehemaliges Rittergut: Herrenhaus und Rinderstall im rückwärtigen Anbau (Obergeschosse nicht)                                                                                    | Dänkritzer Straße 30 (Karte)     | um 1800 (Herrenhaus)                              | regionalgeschichtlich und baugeschichtlich bedeutsamer spätbarocker Putzbau (siehe auch Sachgesamtheit gleiche Anschrift – Obj. 09246611). Gutshaus: Zweigeschossiger Spätbarockbau, fünf Achsen, Putzbau, Mitteleingang mit Stichbogenportal und Schlussstein, zweiachsiges Zwerchhaus, vereinfacht, Mansardwalmdach, schöne, zweireihig angeordnete Gauben mit Satteldächern (jeweils drei zu beiden Seiten des Zwerchhauses), Proportionen Gebäude und Anordnung Fenster erhalten, Fenstergewände vermutlich überputzt oder entfernt, Fenster erneuert als Kreuzstockfenster, Fensterläden erneuert, Haustür neu, nicht vorbildgerecht. Denkmalwert: städtebaulicher Wert auf Grund Kirchennähe, heimatgeschichtlicher Wert als Teil Rittergut. | 09301900 |
| Direkt Bild zu diesem Denkmal hochladen | Sachgesamtheit Rittergut mit Herrenhaus (Einzeldenkmal – siehe Obj. 09301901, gleiche Anschrift) und zwei Wirtschaftsgebäude (Sachgesamtheitsteile)                                                              | Dänkritzer Straße 32 (Karte)     | 1910 (Scheune)                                    | baulich überformtes, mehrfach umgebautes Rittergut von regionalhistorischer und städtebaulicher Bedeutung (der hausgeschichtlich bedeutende Kuhstall wurde nach 1996 abgebrochen). Kuhstall: innen achtjochig, dreischiffig mit Kreuzgratgewölben und Gurtbögen, Durchfahrt, daneben weiterer Raum mit Kreuzgratgewölben, Fensterlaibungen alle mit Korbbögen, hohes massives Erdgeschoss, um 1800, Fachwerk-Obergeschoss mit Holzläden und Tür, im Obergeschoss Kammern, Krüppelwalmdach mit halbem Schopf, 2005 abgebrochen. Scheune: 1910, massiv, eingeschossig, vermutlich Drempelgeschoss, Lüftungsöffnungen, Satteldach, Fassade mit Putzlisenen, Holzschauer und Holztore. Herrenhaus: ursprünglich repräsentativer Bau mit Freitreppe, wahrscheinlich Fachwerk-Obergeschoss, teilweise auch massiv, Gebäude stark verändert mit Anbauten, Krüppelwalmdach, aber wichtig zur Komplettierung Anlage, im Kern alte Herrenhaus noch erhalten, Ende 18. Jh. in gegenwärtiger Kubatur bereits vorhanden. 2. Seitengebäude: heute Pension, Fachwerk-Obergeschoss, Krüppelwalmdach. Fachwerk-Obergeschoss verputzt, Erdgeschoss massiv, daran Remisengebäude mit flachem Satteldach an Giebelseite angebaut, vermutlich 1829 abgebrannt und wiederaufgebaut. Denkmalwert: heimatgeschichtlicher Wert als relativ vollständig erhaltenes Rittergut, das wesentlichen Einfluss auf die Dorfentwicklung und damit Siedlungsstruktur hat, weiterhin städtebauliche Bedeutung durch Lage im Ortszentrum in Kirchennähe. Eigentümer: bis 1837 von der Mosel, 19. Jh. Stengel, 1910–1914 Günther.                                                  | 09246621 |
| Direkt Bild zu diesem Denkmal hochladen | Einzeldenkmal der Sachgesamtheit Rittergut: Ehemaliges Herrenhaus | Dänkritzer Straße 32 (Karte)     | 2. Hälfte 18. Jh. (Herrenhaus)                    | regionalhistorisch bedeutsames Gebäude, im Kern vermutlich 18. Jh., später überformt (siehe auch Sachgesamtheit gleiche Anschrift – Obj. 09246621). Herrenhaus: ursprünglich repräsentativer Bau mit Freitreppe, wahrscheinlich Fachwerk-Obergeschoss, teilweise auch massiv, Gebäude stark verändert mit Anbauten, Krüppelwalmdach, wichtig zur Komplettierung Anlage, im Kern alte Herrenhaus noch erhalten, Denkmalwert: heimatgeschichtlicher Wert als komplett erhaltenes Rittergut, das wesentlichen Einfluss auf die Dorfentwicklung und damit Siedlungsstruktur hat, weiterhin städtebauliche Bedeutung durch Lage im Ortszentrum in Kirchennähe. | 09301901 |
| Direkt Bild zu diesem Denkmal hochladen | Seitengebäude eines Vierseithofes | Dänkritzer Straße 50 (Karte)     | um 1650                                           | heimatgeschichtlich bedeutsames, sehr altes bäuerliches Wirtschaftsgebäude mit seltener, sehr wertvoller Fachwerkkonstruktion des Obergeschosses und fünfjochiger Oberlaube. Fünfjochige Oberlaube, Brüstungen verbrettert, aufgeblattete Kopfstreben mit Schwalbenschwanz, Satteldach mit Kronendeckung, Biberschwänzen, Erdgeschoss massiv unterfahren, dadurch Laubengang nicht mehr vorkragend, Zahnschnittfriese an Schwellen und Riegelhölzern, gerade Andreaskreuze paarweise, teilweise auch einzeln in Brüstungsgefachen, kleinere gerade Andreaskreuze dreifach in Gefachen über den Fenstern am Giebel, Giebeldreieck mit Rautenornament, Kehlbalkendach, ursprünglich einfach stehender Stuhl mit aufgeblatteten Kopfstreben, Aufschieblingen, Sparren in Deckenbalken eingezapft, im Obergeschoss vermutlich Ausgedinge, holzreiches regelmäßiges Fachwerk im Obergeschoss, ursprünglich auch im Erdgeschoss Fachwerk, Blattsassen am Erdgeschossrähm erhalten, Traufseite feldseitig und am Giebel Brüstungsholz, Erdgeschoss mit Anbau (Anbau ohne Denkmalwert). | 09246600 |
| Direkt Bild zu diesem Denkmal hochladen | Wohnstallhaus, Seitengebäude, Scheune und Bergkeller eines Dreiseithofes: zeittypischer mitteldeutscher Dreiseithof in ausgezeichnetem Originalzustand von ortsbildprägender und heimatgeschichtlicher Bedeutung | Dänkritzer Straße 52 (Karte)     | um 1800                                           | Denkmalwert: ortsbildprägende Bedeutung und heimatgeschichtlicher Wert als geschlossen erhaltener Dreiseithof in sehr gutem Originalzustand. | 09246599 |
| Direkt Bild zu diesem Denkmal hochladen | Wohnstallhaus und Scheune eines kleinen Bauernhofes | Dänkritzer Straße 53; 55 (Karte) | 1707 d.                                           | landschaftstypische Gebäude eines mitteldeutschen Bauernhofes von ortsbildprägender und heimatgeschichtlicher Bedeutung. Fachwerk-Obergeschoss mit schönem gleichmäßigen Fachwerk, holzreich, quer liegende Gefache, eingezapfte Streben, Schwelle mit Schiffchenkehlung, ursprünglich vermutlich Umgebindehaus, im Bereich ehemaligen Blockstube Schwelle im Obergeschoss mit großer Schiffchenkehlung, Satteldach, Sparren auf Deckenbalken aufgekämmt, damit sehr alte Dachkonstruktion, Erdgeschoss massiv unterfahren mit zu großen Fenstern, verändert, im Obergeschoss dagegen Fensterproportionen beibehalten, Giebel verschiefert, wichtig durch hohe Alter, wichtig Blickbeziehung, Denkmalwert: heimatgeschichtliche und städtebauliche Bedeutung, Scheune: vor 1800, regelmäßiges Fachwerk, teilweise massiv ersetzt, Satteldach, guter Originalzustand, gehört zu Hof, daher wichtig, auch hintere Traufseite erhalten. | 09246602 |
| Direkt Bild zu diesem Denkmal hochladen | Wohnstallhaus, Scheune und zwei Seitengebäude eines Vierseithofes | Dänkritzer Straße 69 (Karte)     | um 1800                                           | geschlossen erhaltener Bauernhof von hoher ortsbildprägender Bedeutung. Seitengebäude: winklig aneinander gebaut, zweigeschossig, Erdgeschoss massiv, Fachwerk-Obergeschoss, breite Schwelle, regelmäßige Konstruktion, Eckstreben, Satteldach mit Biberschwanzdeckung, Scheune: Fachwerk mit Drempel, flaches Satteldach, 2. Hälfte 19. Jh., guter Baubestand aller Gebäude, Ortsausgang, dadurch wichtig für Ortsbild, Wohnstallhaus: Zweigeschossig, Fachwerk-Obergeschoss, über Stall Fachwerk ersetzt, teilweise verschiefert, im Erdgeschoss zu große Fenster, an Straßentraufseite massive, entstellende Anbauten, Satteldach, aber wichtig für Ensemble, Denkmalwert: wissenschaftlicher Wert, städtebaulicher Wert. | 09246524 |
| Direkt Bild zu diesem Denkmal hochladen | Wohnstallhaus, Seitengebäude, Scheune, Einfriedungsmauer und Torbogen | Dänkritzer Straße 75 (Karte)     | um 1800                                           | in dominanter Lage stehender, vollständig erhaltener Bauernhof von großer ortsbildprägender Bedeutung. Torbogen: bezeichnet E W 1723, Scheune: Fachwerk, eingeschossig, Öffnung für Deichsel, strebenreiches und regelmäßiges Fachwerk, Krüppelwalmdach, Giebeldreieck verschiefert, Seitengebäude: teilweise Nutzung und Umbau als Garage, Erdgeschoss teilweise massiv, teilweise Stampflehm, Fachwerk-Drempel, Satteldach, vermutlich nach 1900, Wohnstallhaus: 1590 Existenz belegt, 1606 erster Bewohner eingezogen, als Freigut überliefert, Wehr- und Forstgut, Fachwerk am Wohnstallhaus regelmäßig, Türgewände Naturstein mit Oberlicht und Schlussstein, Fenster Wohnstallhaus zu groß, verschieferter Giebel, bezeichnet am Schlussstein: „Johanna David Wilde“, hangseitig Mauer mit Pforte, zwischen Scheune und Seitengebäude Torbogen, in Mauer Öffnungen zum Schießen erhalten, Hof dominante Lage durch erhöhten Standort am Ortsausgang, daher wichtig für Ortsbild, landschaftsgestaltende Bedeutung, dazu wissenschaftlicher Wert als Gehöft in landschaftstypischer Bauweise in gutem Originalzustand, geschichtlicher Wert als Forst- und Freigut. | 09246525 |
| Direkt Bild zu diesem Denkmal hochladen | Grufthaus, Erbbegräbnis der Familie Gräßer | Friedensweg (Karte)              | 1821                                              | spätbarocker Bruchsteinbau in gutem Originalzustand von baugeschichtlichem und als letzter Bestandteil des alten Friedhofs von ortsgeschichtlichem Wert. Eingeschossiger, verputzter Bruchsteinbau mit Mansardwalmdach, zwei kleine Fenster an der Nord- und Südseite, Eingang an der Westseite, an der Südseite ein Fenster zugemauert, das ursprünglich auf dem Dach vorhanden gewesene Kreuz ist heute nicht erhalten, im Inneren trotz schlechtem Bauzustand ursprüngliche Ausmalung größtenteils erhalten: Decke blau ausgemalt mit goldfarbenen Sternen, Gruft oder Sarkophag nicht erhalten, an der Hausrückseite außen trapezförmige Sandsteinplatte mit schlecht lesbarer Inschrift. u. a. „CGG 1821“ (für Christian Gottlieb Gräßer), Fam. Gräßer besaß seit 1810 das Rittergut Obermosel II, als Wohltäter für die Kirche von Mosel ist die Familie für Mosel bedeutsam, Grabstätte 1821 errichtet. | 09300841 |
| Direkt Bild zu diesem Denkmal hochladen | Häuslerhaus | Glauchauer Straße 15 (Karte)     | um 1800                                           | zeit- und landschaftstypisches Fachwerkhaus von städtebaulicher und heimatgeschichtlicher Bedeutung. guter Originalbestand, Erdgeschoss massiv, Garageneinbau mit Holztor, Gliederung Haus erhalten, Erdgeschoss nachträglich verkleidet und isoliert, Fachwerk-Obergeschoss regelmäßig mit vier Streben an Traufseite, Satteldach, Giebel verschlagen, traufseitige Erweiterung, dadurch Frackdach, Teil der ursprünglichen Häuslerhausbebauung entlang des Baches, Beispiel für ursprüngliche Dorfbebauung, die in diesem Dorfabschnitt schon größere Veränderungen erfuhr. | 09246619 |
| Direkt Bild zu diesem Denkmal hochladen | Ehemalige Kirchschule, heute Wohnhaus (Umgebinde) | Kirchweg 1 (Karte)               | 1725                                              | heimatgeschichtlich bedeutsames Umgebindehaus in ausgezeichnetem Originalzustand. Umgebindehaus, Blockstube erhalten, vermutlich älteren Ursprungs, Ständer des Umgebindes, Spannriegel sowie aufgeblattete Kopfstreben des Umgebindes erhalten, im Erdgeschoss Fachwerk erhalten, regelmäßige, holzreiche Fachwerkkonstruktion, Obergeschoss Fachwerk mit Eck- und Mittelstreben, auf annähernd quadratischem Grundriss mit Walmdach, Haustür zweigeteilt mit kleinem Oberlicht, gut proportioniertes Gebäude, seltene Gestaltung. Denkmalwert: städtebaulich Bedeutung durch unmittelbare Nachbarschaft zur Kirche, architektonische Bedeutung als harmonisch gestaltetes Gebäude, heimatgeschichtliche Bedeutung als alte Kirchschule, wissenschaftlicher Wert als seltenes Fachwerkhaus und als Umgebindehaus, nur wenige Gebäude mit Walmdach. | 09246609 |
| Direkt Bild zu diesem Denkmal hochladen | Häuslerhaus | Kirchweg 2 (Karte)               | 1755 Dendro                                       | zeit- und landschaftstypisches Fachwerkhaus von städtebaulicher und heimatgeschichtlicher Bedeutung. Fachwerk-Obergeschoss, giebelseitig verbrettert mit Wetterschrägen und Fensterläden, Erdgeschoss massiv, dort Bretterfensterläden, einflüglig, Fenster erneuert um 1920, zweiflüglige schöne Haustür aus Erbauungszeit mit schmalem Oberlicht, regelmäßiges Fachwerk, strebenreich, Fensterproportionen erhalten, Holzblumenkästen mit verzierten Gittern erhalten, am Fachwerk breiter Schwellenkranz, Krüppelwalmdach mit Biberschwanzdeckung, Denkmalwert: heimatgeschichtlicher Wert als landschaftstypisches, original erhaltenes Fachwerkwohnhaus, städtebaulicher Wert aufgrund Nähe zur Kirche, Teil des Bauensembles Pfarrhof, Kirchschule, Kirche. | 09246610 |
| Direkt Bild zu diesem Denkmal hochladen | Einzeldenkmal der Sachgesamtheit ehemaliges Rittergut: Torhaus, heute Wohnhaus | Kirchweg 3 (Karte)               | um 1800 (Torhaus)                                 | hausgeschichtlich bemerkenswerter Fachwerkbau (siehe auch Sachgesamtheit gleiche Anschrift – Obj. 09246611). Winkelbau, Erdgeschoss massiv mit Wagenremisen, diese mit Korbbögen abschließend, Fachwerk-Obergeschoss, Gliederung original erhalten, Fenster erneuert, Restaurierung unter Wahrung des ursprünglichen Erscheinungsbildes. | 09247340 |
| Direkt Bild zu diesem Denkmal hochladen | Häuslerhaus | Kirchweg 5 (Karte)               | 1. Hälfte 19. Jh.                                 | mit Fachwerkobergeschoss in Kirchnähe, zeit- und landschaftstypisches Fachwerkhaus von heimatgeschichtlichem Wert. Fachwerkhaus mit massivem Erdgeschoss, Erdgeschoss vereinfacht, Fensteröffnungen und Fensterproportionen beibehalten, Fachwerk-Obergeschoss mit einfachem regelmäßigem Fachwerk mit Eckstreben, Satteldach, guter Erhaltungszustand, Denkmalwert: heimatgeschichtlicher Wert als zeit- und landschaftstypisches Fachwerkhaus in gutem Originalzustand, städtebaulicher Wert als Teil des Bauensemble in Ortszentrum und Kirchennähe, flaches Satteldach. | 09246612 |
| Direkt Bild zu diesem Denkmal hochladen | Schule | Platz der Einheit 1 (Karte)      | 1926–1927                                         | im Stil des Art-Deco errichtet, stattlicher Putzbau in gutem Originalzustand von hoher städtebaulicher Bedeutung. Dreigeschossiger Putzbau mit Hochparterre und Souterrain, Werksteinsockel, Walmdach mit Dreieckgauben, Blendgiebel mit Uhr, quadratischer Dachreiter mit welscher Haube, Schieferdeckung, überwiegend originale, annähernd quadratische Fenster mit ursprünglicher Teilung, repräsentative Eingangsgestaltung mittels Porphyrpilastern und -gebälk, darauf mittig Plastik Pestalozzi darstellend, Eingang rundbogig mit Porphyrgewände, darauf plastische Kinderdarstellungen und typische Art-déco-Dekorationen, originale zweiflügelige Haustür mit schmiedeeisernen Ziergittern, Oberlicht mit eingearbeiteter Laterne, architektonischqualitätvolles Gebäude mit erhaltenen Ausstattungselementen (u. a. Treppenhaus, Türen, Bleiverglasungen, Trinkbrunnen) im Stil des Art déco. | 09246601 |
| Direkt Bild zu diesem Denkmal hochladen | Häuslerhaus | Postweg 6 (Karte)                | Mitte 18. Jh.                                     | zeit- und landschaftstypisches Fachwerkhaus in gutem Originalzustand von heimatgeschichtlicher Bedeutung. Teil der ursprünglichen Häuslerhausbebauung in diesem Dorfabschnitt, der schon städtisch überformt ist, damit Erinnerung an ursprüngliche dörfliche Bebauung und Dorfstruktur von Mosel, Fachwerk-Obergeschoss, Schwelle leicht vorkragend und abgefast, Erdgeschoss massiv, vermutlich unterfahren, schlichtes Fachwerkhaus, Satteldach, Biberschwanzdeckung, giebelseitig zweigeschossiger massiver Anbau mit Pultdach als Wirtschaftsteil, sehr guter Originalzustand, ebenfalls traufseitige massive Erweiterung (eingeschossig), dadurch Frackdach, diese Anbauten sind typisch für Häuslerhäuser in Sachsen und dienten der Erweiterung der Wohn- und Wirtschaftsräume, sie stellen keine Beeinträchtigung des Originalbestandes dar, sie sind Dokumente der Weiterentwicklung von Häuslerhäusern im Verlauf vieler Jahrzehnte. | 09246620 |
| Direkt Bild zu diesem Denkmal hochladen | Häuslerhaus | Weinberg 3 (Karte)               | um 1800                                           | zeit- und landschaftstypisches Fachwerkhaus von ortsbildprägender Bedeutung. regelmäßiges Fachwerk im Obergeschoss mit kräftigem Schwellenkranz, jeweils zwei gegensätzliche Streben zwischen den Ständern, flaches Satteldach, verbretterter Giebel mit Wetterschräge, Erdgeschoss massiv, leicht verändert, ein Giebel massiv aufgeführt, hintere Traufseite eingeschossiger massiver Anbau mit Pultdach, zweiflügelige Haustür, vermutlich 1930er Jahre, Denkmalwert vorwiegend städtebauliche Bedeutung als Teil eines kleinen geschlossen erhaltenen Häuslerhausensembles mit Blickbeziehung zur Kirche aufgrund dominanten Lage. | 09246618 |
| Direkt Bild zu diesem Denkmal hochladen | Häuslerhaus (Umgebinde) | Weinberg 11 (Karte)              | 1692 Dendro                                       | zeit- und landschaftstypisches Umgebindehaus von ortsbildprägender Bedeutung. Fachwerk-Obergeschoss, Erdgeschoss teilweise massiv, Umgebindehaus, Umgebindeteil erhalten, eine Haushälfte massiv, ansonsten regelmäßiges, holzreiches Fachwerk mit kräftig ausgebildetem Schwellenkranz, Kopfstreben am Umgebinde teilweise gezapft bw. aufgeblattet, Fenster leicht vergrößert ohne Eingriff in Fachwerk, Satteldach, Denkmalwert: wissenschaftlicher Wert als Umgebindehaus für Hausforschung, Singularität (Seltenheit Umgebindehäuser), städtebaulicher Wert aufgrund dominanten Lage in Häuslerhausgebiet, Blockstube vermutlich komplett erhalten, sehr guter Originalzustand, Säulen des Umgebindes auf Steinen stehend, Spannriegel und Kopfstreben des Umgebindes durch Kielbögen verziert, Giebeldreieck mit geschweiften Streben verziert, Lebensbaummotiv, Schwellen und Füllhölzer mit Schiffchenkehlen, hintere Traufseite eingeschossiger massiver Anbau mit Pultdach. | 09246617 |